# Mycalesis terminus
Mycalesis terminus is een vlinder uit de onderfamilie Satyrinae van de familie Nymphalidae. De wetenschappelijke naam van de soort is voor het eerst geldig gepubliceerd in 1775 door Johann Christian Fabricius.

## Kenmerken
De geslachten zijn vrijwel identiek. De spanwijdte bedraagt ongeveer 4 cm.

## Verspreiding en leefgebied
Deze vlindersoort komt voor in Australië, Nieuw-Guinea, op de Molukken en tal van eilanden van de Bismarck-archipel.

## Waardplanten
De waardplanten behoren tot het geslacht Imperata uit de grassenfamilie Gramineae.